# Beppe Wolgers
John Bertili Wolgers, noto come Beppe Wolgers (Stoccolma, 10 novembre 1928 – Östersund, 6 agosto 1986), è stato un attore, scrittore, cantautore, regista, paroliere e artista svedese, noto per avere interpretato il ruolo di Efraim Calzelunghe nella serie Pippi Calzelunghe.

## Biografia
Debuttò in campo letterario nel 1953 con la raccolta di poesie Jag sjunger i skon. Nelle sue opere si nota l'interesse per la figura dell'emarginato, come il romanzo Djur som inte... (1956), i racconti Andra (1958) e i libri per bambini Doj-Doj, Förtrollningar (entrambi del 1969) e Ur en kos dagbok (1974).
Come paroliere è noto per aver scritto Sakta vi gå genom stan, la versione svedese della canzone Walkin' My Baby Back Home.
In campo televisivo, oltre ad aver interpretato il padre di Pippi Calzelunghe, condusse il programma televisivo per bambini Beppes godnattstund (1968–1974) in onda su SVT.
Wolgers era sposato con Kerstin Dunér, la figlia dell'ispettore radiofonico Osborn Dunér, con la quale ebbe quattro figli. 
Morì a Östersund di ulcera peptica nel 1986, a soli 57 anni.